# Ermita de Nuestra Señora del Rosario (Albaida)
La ermita de Nuestra Señora del Rosario de Aljorf es una ermita situada en el barrio de Aljorf, en el municipio de Albaida (Valencia). Es Bien de Relevancia Local con identificador número 46.24.006-012.

## Historia y descripción

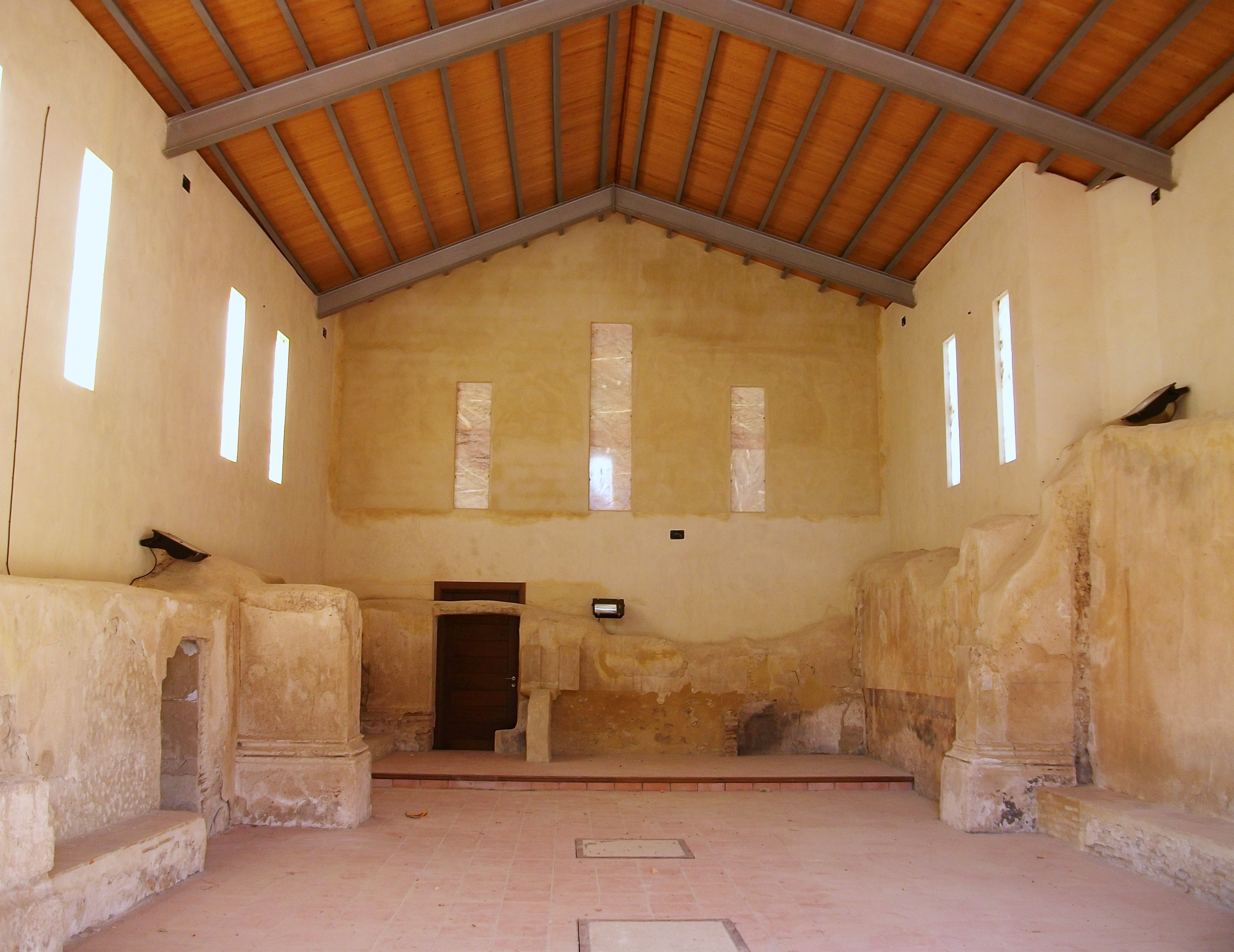
Interior (enero de 2012).

El templo se encontraba ligeramente separado del caserío de Aljorf. Se trataba de un edificio totalmente exento. Era un pequeño templo de origen muy antiguo, una de las llamadas iglesias de Reconquista. Fue reedificado totalmente en el siglo XIX.
La ermita fue derribada en 2002 y de ella sólo quedaron parte de sus paramentos exteriores. Era un edificio blanqueado, con frontón rematado en espadaña con campana y un retablo cerámico con la imagen de la Virgen del Rosario. Desde 2005 se ha emprendido la reconstrucción del edificio.